# 웹 프록시 자동 검색 프로토콜
웹 프록시 자동 검색 프로토콜(Web Proxy Auto-Discovery Protocol, WPAD)은 클라이언트가 DHCP 및 DNS 검색 방법을 사용하여 구성 파일의 URL을 찾는 데 사용하는 방법이다. 구성 파일의 검색 및 다운로드가 완료되면 지정된 URL에 대한 프록시를 확인하기 위해 실행할 수 있다.

## 역사
WPAD 프로토콜은 이 파일의 위치를 찾는 메커니즘만 설명하지만, 가장 일반적으로 사용되는 구성 파일 형식은 1996년 넷스케이프가 넷스케이프 내비게이터 2.0용으로 처음 설계한 프록시 자동 구성 형식이다. WPAD 프로토콜은 잉크토미 코퍼레이션, 마이크로소프트 코퍼레이션, 리얼네트웍스, 주식회사, 선 마이크로시스템즈 주식회사(현 오라클)를 포함한 여러 회사로 구성된 컨소시엄에서 초안을 작성했다. WPAD는 1999년 12월에 만료된 INTERNET-DRAFT에 문서화되어 있다. 그러나 WPAD는 모든 주요 브라우저에서 여전히 지원된다. WPAD는 인터넷 익스플로러 5에 처음 포함되었다.